# 合信
班傑明·霍布森（英語：Benjamin Hobson，1816年1月2日—1873年2月16日），漢名合信，英国传教士、医生；1816年1月2日生于英国北安普敦郡韋爾福德，1835年伦敦大学医学院毕业。1839年被伦敦会派往澳门，后担任中华医学传教会澳门医院的负责人。1843年被派往广州，在广州西关外金利埠（今六二三路容安街）创办惠爱医馆（Wo Ai Clinic），施医捨药。1855年在广州用中文著作《博物新编》介绍西方自然科学知识，又著《全体新論》介绍人体生理学和人体解剖学。
1856年10月，第二次鸦片战争爆发，合信的惠爱医馆被民众焚毁，合信避难上海。合信在上海与艾约瑟合作翻译英文科学技术书，先后著《西医略论》、《妇婴新说》、《内科新说》等医学书籍，由上海墨海书馆出版。合信用中文著的医学书，在中国广泛流传，并被翻译为日文、韩文。
合信在1847年与马礼逊的女儿结婚。
合信来华行医学二十餘年，“活人无算”（王韬语）。1859年回国，两袖清风，“家居况味肃然，门可罗雀”（同上）。1873年2月16日，合信病逝于英国倫敦切爾滕納姆区森林山。

## 著作
1. 惠爱医馆年纪 1850年
2. 全体新论 1851年 广州
3. 上帝辩证  1852你 广州
4. 祈祷式文 1854年  广州
5. 问答良言 1855年 广州
6. 信德之解
7. 博物新编  1855
8. 天文略论  1845
9. 圣书择锦  1856
10. 古訓撮要 1856
11. 基督降世傳
12. 聖地不收貪骨論
13. 聖主耶穌啟示聖差保羅復活之理
14. 詩篇
15. 論仁愛之要
16. 西醫略論
17. 婦嬰新說
18. 內科新誡
19. Dialong in the Canton Venacular
20. Anuual Reports for Nine years of the Missionary Hospital at Canton
21. A Medical Vocabulary in English and Chinese  Shanghai 1858

### 引用
1. ↑  Wylie (1867), p. 125.
2. ↑  關俊雄：〈中華醫學傳教會在鴉片戰爭前夕的衝擊與調整──以澳門醫療工作為中心的歷史考察〉 （页面存档备份，存于）《澳門研究》2020年第4期總第97期，第97-114頁。

### 书目
- 王韬：《弢园文录外编卷十一·西医合信氏传》
- Wylie, Alexander. . 1867: 127-128.